# トラコサウルス
トラコサウルス（学名：Thoracosaurus）は、北アメリカ大陸とヨーロッパにおいて後期白亜紀から前期暁新世にかけて生息したワニ形上目正鰐類の属。前上顎骨と鼻骨が接することに基づき、従来的には現生のマレーガビアルに近縁と考えられていた。1990年代以降台頭した系統学ではインドガビアル上科との密接な関係が示唆されるが、2018年の形態・分子・層序情報を用いた解析ではワニ目に属さない正鰐類に位置付けられている。本属には北アメリカ産のタイプ種 Thoracosaurus neocesariensisと、ヨーロッパ産の Thoracosaurus isorhynchus あるいは Thoracosaurus macrorhynchus が含まれる。2017年の再検討ではT. macrorhynchus は T. isorhynchus のジュニアシノニムに位置付けられているが、T. isorhynchus のタイプ標本に基づいてヨーロッパおよび北アメリカのトラコサウルスの種を区別可能か否かは定かではない。もしそうでない場合、T. isorhynchus は疑問名となる。本属には数多くの種が分類されているが、その多くは疑問が呈されている。

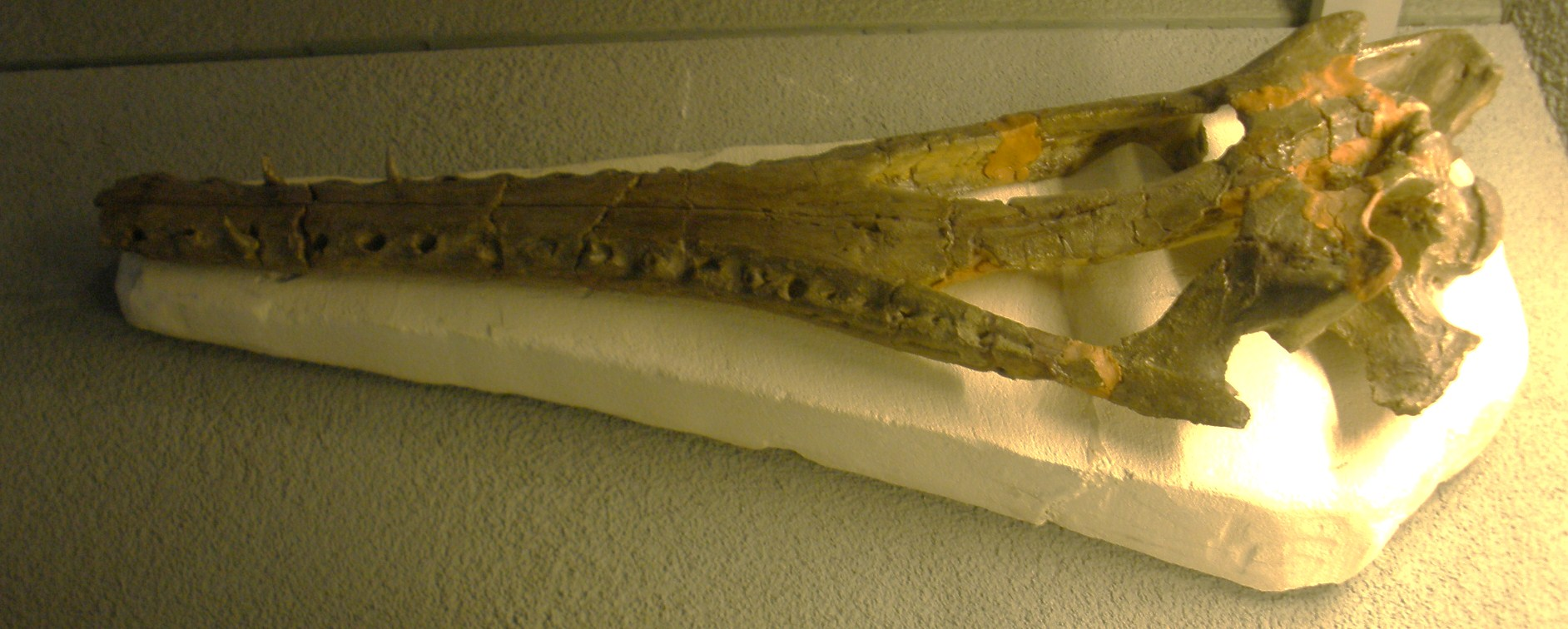
オランダ、ライデンのナチュラリス生物多様性センターに展示された Thoracosaurus macrorhynchus 頭蓋骨
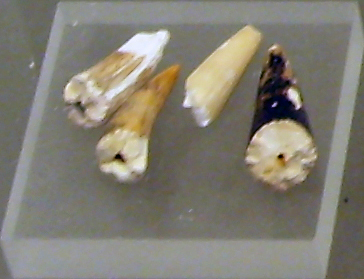
デンマークのコペンハーゲン大学地質学博物館（英語版）の Thoracosaurus sp. の歯